# Peter Wells (director de cinema)
Peter Wells   (Point Chevalier, 8 de febrer de 1950 - Ponsonby, 18 de febrer de 2019) va ser un escriptor, cineasta i historiador neozelandès. Era conegut principalment per la seva ficció, però també va explorar el seu interès pels temes gais i històrics en una sèrie de pel·lícules de drama i documentals expressius a partir dels anys vuitanta.

## Carreres professionals

### Pel·lícules
El primer llargmetratge de Wells va ser Desperate Remedies (1993), codirigit amb Stewart Main. Aquesta versió dels inicis colonials de Nova Zelanda va ser seleccionada per presentar-se al Festival Internacional de Cinema de Canes i va representar una alternativa expressionista al mascisme "man alone" que va dominar el cinema neozelandès als anys 70 i 80.

### Escriptor
En els anys següents, Wells es va concentrar a desenvolupar la seva carrera d'escriptor. Els seus contes i novel·les han estat àmpliament elogiats. El 1996 va col·laborar amb el director de teatre Colin McColl en una dramatització operística de les històries de Wellington de Katherine Mansfield, encarregada per al Festival Internacional de les Arts de Nova Zelanda. Fins ara s'han filmat dues històries curtes de la seva col·lecció Dangerous Desires de 1991: Of Memory & Desire, la història d'una parella japonesa viatjant per Nova Zelanda, va ser adaptada per Niki Caro com a ella. primer llargmetratge el 1997. El mateix any, treballant amb un guió de Wells, Stewart Main va dirigir la història de la majoria d'edat dels anys 60 One of THEM! com un curt d'una hora.
El 1998, amb Stephanie Johnson, va fundar l'Auckland Writers Festival, i el 2016 va fundar un festival per promocionar escriptors LGBTQI anomenat igual però diferent (ssbd) que inclou un premi anual The Peter Wells Writing Award.

### Honors i premis
La novel·la Iridescence de Wells de 2003 va ser finalista en la categoria de ficció dels Montana New Zealand Book Awards i finalista del Tasmania Pacific Fiction Prize de 2005. Als Honors d'Any Nou 2006, Wells va ser nomenat membre de l'Orde del Mèrit de Nova Zelanda, pels serveis a la literatura i el cinema. Va ser guardonat amb la Michael King Fellowship el 2011.
El 2009, Wells va rebre un premi literari de no ficció de Nova Zelanda, acordat per CLL (Copyright Licensing Ltd) per escriure una sèrie d'assajos biogràfics sobre William Colenso, titulats The Hungry Heart. Es preveia que el llibre "no seria una biografia convencional, sinó una sèrie d'assaigs que es refereix directament als episodis de desgràcia, solitud i, de vegades, horror que van marcar la vida d'aquest home dotat del renaixement: impressor, escriptor, botànic, explorador, ex... missioner i inconformista intel·lectual". El llibre es va publicar el 2011. El periodista Geoffrey Vine, revisant el llibre per a Otago Daily Times, va escriure que havia "establert un nou estàndard en l'escriptura de la història de Nova Zelanda i Wells mereix tots els elogis".

## Vida personal
Wells, que era gai, estava casat amb l'escriptor Douglas Lloyd Jenkins. Wells va morir d'un càncer de pròstata al Mercy Hospice d'Auckland el 18 de febrer de 2019.

## Obres

### Filmografia i videografia
- Foolish Things (1980)
- Little Queen (1984)
- Jewel's Darl (1985)
- My First Suit (1985)
- Newest City on the Globe: Art Deco Napier (1985). Auckland: Moving Image Centre.
- Newest City on the Globe (1985). Written and directed by Peter Wells. Produced and edited by Stewart Main. Auckland: TVNZ.
- A Death in the Family. Film for television with Stewart Main.
- Drama on Film. Wellington: New Zealand Film Commission.
- The Mighty Civic (1988) Documentary co-directed by Wells and Stewart Main. Wellington: New Zealand Film Commission.[17]
- A Taste of Kiwi (1990)
- Desperate Remedies (1993). Coescrita i codirigida per Wells i Main. Isambard Productions.
- Naughty Little Peeptoe, a Garth Maxwell.
- One of Them Escrita per Wells i dirigida per Main.[5]
- Georgie Girl (2001)[18]

### Instal·lacions
- Temples of Wonder per la Hawkes Bay Museum, Napier.[19]